# Funky town
Funky Town (även kallat P1 i P3) var ett humorprogram i Sveriges Radio P3 som sändes i 10 avsnitt under sommaren 2009. Programledarna i Funky Town var Kristoffer "Kringlan"  Svensson och Josefin Johansson som även ingick i redaktionen för Pang Prego.
Programmet sändes under sommaren 2009 på Pang Pregos programtid under fem veckor. Den 27 september sändes ytterligare ett (spontant planerat) Funky Town på Pang Pregos programtid. Programmet sändes live från Malmö.
Programmet fick en uppföljare i podcasten Crazy Town.

## Innehåll
Funky town var, som Josefin ständigt påpekade, ett hjälpprogram där lyssnarna fick skicka in olika problem och dilemman de stod inför. Sedan försökte de båda komikerna att "hjälpa" (mer stjälpa) dem. Programmet bestod till stor del av stående inslag som de båda programledarna höll i. Flera av de stående inslagen hade tydligt språkligt fokus, något som återfinns i uppföljaren Crazy Town.

### Musik i programmet
Musiken i programmet utgörs av en låtlista där en känd person listar sina bästa låtar med ett speciellt tema. Det kunde till exempel vara Kjerstin Dellerts sommarkarameller eller Nyamko Sabunis lista över låtar som gjort mest för integrationen.

### Stående inslag och tävlingar
Programmet innehåller flera olika stående inslag och tävlingar, flera av dem bygger på Johanssons fascination för det svenska språket. Här presenteras för första gången inslaget "För likt" där Johansson lyfter fram två ord eller uttryck som är för lika där Svensson får avgöra som det är för likt eller inte. Inslaget "Kollar läget" är ett inslag som Johansson håller i som i stora drag bygger på kritik mot Svenssons beteende under den senaste veckan.
Under måndagarna sändes tävlingen "Vad säger fyllot?" där Johansson och Svensson har spelat in väldigt unga, väldigt fulla personer som beskriver saker. På söndagarna sändes tävlingen "Vart är vi på väg?" som kan liknas med På spårets resor fast utan de träffsäkra ordvitsarna.
Ett poplärt inslag var "Josefin läser högt ur Aftonbladet söndag". Det går i stora drag ut på att Johansson läser högt ur ett gammalt nummer av Aftonbladet söndag och läser upp intressanta artiklar så som banta med Plura Jonsson. Ofta nämns sidorna "Fråga Solbrith" och "Fråga Malena".
Varje program läser Johansson och Svensson upp lyssnarnas frågor och livsproblem och hjälper dem att lösa dem.

### Programnamn
Inför ett spånmöte med P3-chefer fanns flera namnförslag på programmet, bland annat "P1 i P3", "Melodikrysset", "Damernas värld", "TeleNour el Refai", "Fråga vår advokat", "Från larv till puppa", "Edward Blom - ja till livet efter Estonia", "Så får du tjejer - var otrogen" och "Firma Grunden Boys". I avsnitt 8 byter programmet namn till "Den stora tomheten" och i avsnitt 9 blir programmet insamlingen "Ge en sol till jordens barn".